# Vickers VC.1 Viking
O Vickers VC.1 Viking é um avião de bimotor e monoplano de transporte aéreo, com uma capacidade de até 24 passageiros, produzido pelo fabricante britânico Vickers-Armstrongs. Foi o primeiro avião de passageiros britânico construído após a Segunda Guerra Mundial. O Viking baseou-se em partes no Vickers Wellington, usando partes de suas asas, os motores e o trem de pouso. Uma variante desta aeronave conseguir transportar até 36 passageiros.